# 고순항
고순항(古順港)은 경상남도 남해군 창선면 율도리, 고순마을 인근에 있는 어항이다. 2002년 8월 6일 어촌정주어항으로 지정하여 관리하고 있다. 시설관리자는 남해군수이다.

## 어항 연혁
- 이 마을에 사는 주민들이 온순하고 예의 바르며 얌전하여 이웃마을 주민들이 별명처럼 부른 것인데 고신개는 고순개의 변형된 사투리 발음으로 이후 고순(古順)으로 불리게 되었다.

## 어항 시설
- 선착장 L=201m, B=4m, 물량장 L=66m, B=23m

## 주요 어종
- 도다리, 노래미, 바지락, 볼락 등